# Danielle Auroi
Danielle Auroi, née le 29 février 1944 à Clermont-Ferrand (Puy-de-Dôme), est une femme politique française.
Membre des Verts puis d'Europe Écologie Les Verts, elle est eurodéputée de 1999 à 2004, et députée du Puy-de-Dôme de 2012 à 2017.

## Biographie

### Vie personnelle
Elle obtient une licence d'histoire et de géographie en 1966, et le CAPES d'histoire et de géographie en 1967. De septembre 1967 à juillet 1999, elle exerce la profession de professeure certifiée d'histoire-géographie au lycée Apollinaire de Clermont-Ferrand.

### Débuts
Danielle Auroi commence avant 1968 à militer, à l'UNEF, puis au PSU. Elle se consacre par la suite au syndicalisme enseignant et continue dans le militantisme associatif (pacifiste, anti-nucléaire, féministe et tiers-mondiste). 

### Au sein des Verts
Elle adhère aux Verts en 1988. En janvier 2004, elle est élue au collège exécutif des Verts où elle est chargée de la délégation à l'Europe.

### Entrée au Parlement européen
Elle est élue députée au Parlement européen lors des européennes de 1999. Elle y siège pendant cinq ans, se consacre essentiellement aux sujets liés à l'agriculture, et publie quatre rapports.

### Une élue locale
Depuis 1989, elle est réélue pour siéger au conseil municipal de Clermont-Ferrand, dont elle est la 17e vice-présidente chargée du développement durable à Clermont Communauté depuis 2008. 
Elle préside l'ATMO-Auvergne (surveillance de la qualité de l'air) ainsi que l'ADUHME (Agence locale de maîtrise de l'énergie et des énergies renouvelables).
Elle assure la vice-présidence du réseau de villes européennes engagées dans l’efficacité énergétique et les énergies renouvelables (Énergies-cités).
Lors des régionales de 2010 en Auvergne, elle figure en 21e position sur la liste Europe Écologie pilotée par Agnès Mollon dans le Puy-de-Dôme.
Elle figure à la dernière et 19e position sur la liste EELV-FG pour Puy-de-Dôme lors des élections régionales de 2015 en Auvergne-Rhône-Alpes,.

### Au Palais Bourbon
Aux élections législatives de 2007, elle se présente dans la quatrième circonscription d'Eure-et-Loir, et obtient 3,10 % des voix.
Elle se présente lors des élections législatives de 2012 dans la troisième circonscription du Puy-de-Dôme. Au premier tour, elle arrive en deuxième position derrière le député sortant Louis Giscard d'Estaing, fils cadet de l'ancien Président de la République Valéry Giscard d'Estaing, et l'emporte au second tour avec 50,83 % des voix. 
Le 4 juillet de cette même année, elle est élue à la présidence de la commission des Affaires européennes,, succédant à Pierre Lequiller.
Du 2 août 2012 au 5 novembre 2014, elle est membre titulaire de la délégation française à l'Assemblée parlementaire du Conseil de l'Europe, avant de devenir suppléante jusqu'au 8 octobre 2017.
Elle rejoint de facto les non-inscrits en 2016 à la suite de la dissolution du groupe causée par le départ de six députés chez les socialistes, et s'en montre très critique.
Danielle Auroi n'est pas candidate à un nouveau mandat en 2017.

### Après la députation
En 2017, Danielle Auroi rejoint Génération.s fondé par Benoît Hamon, et intègre la direction nationale du mouvement en 2018,.
En juin 2021 elle est élue présidente du Collectif Éthique sur l’étiquette,.

## Prises de position

### Loi El Khomri
Elle s'oppose à la Loi El Khomri, et essaye de déposer une motion de censure, qui échoue à deux voix des 58 signataires requis. 

### Affaire Baupin
Elle exprime sa « solidarité avec les femmes qui ont rompu l’omerta », dénonce la « lâcheté collective » et indique que plus de parité en politique ferait partie des solutions face au sexisme.

### Europe
Danielle Auroi se positionne en faveur d'une « Europe moins financière avec plus de lien social ». 

## Détail des fonctions et des mandats
Mandats locaux
- 1989-1999 : adjointe au maire de Clermont-Ferrand chargée des associations et de l'environnement ;
- 1992-1995 : conseillère régionale d'Auvergne ;
- 1998-1999 : conseillère régionale d'Auvergne ;
- 1995-2014 : conseillère municipale de Clermont-Ferrand ;
- 2008-2012 : vice-présidente de Clermont Communauté.

Mandats parlementaires
- 20 juin 2012 - 18 juin 2017 : députée de la 3e circonscription du Puy-de-Dôme ;
- 4 juillet 2012 - 20 juin 2017 : Présidente de la Commission des Affaires européennes de l’Assemblée nationale
- 20 juillet 1999 - 19 juillet 2004 : députée européenne.

Autres fonctions
- Vice-présidente d'Énergies-cités ;
- 1999-2014 : présidente d'ATMO Auvergne ;
- 1996-2014 : présidente de l'ADUHME ;
- 1996-2015 : présidente de FLAME, la Fédération des agences locales de maîtrise de l'énergie et du climat ;
- Depuis 2015 : présidente d'honneur de FLAME.
- Depuis 2018 : présidente du Forum citoyen pour la RSE[23].